# Война дубинок
Война дубинок (нем. Knüppelkrieg) произошла между Шпандау и Берлином в августе 1567 года. Бранденбургский курфюрст Иоахим II Гектор, владевший Шпандау и Берлином, решил провести трёхдневные военные учения, противниками в которых были войска, набранные из жителей двух городов. Обе стороны были в полном обмундировании, но у «войска Шпандау» вместо мечей были короткие дубинки, в результате чего событие и получило своё название.
В первый день курфюрст и зрители наблюдали за маневрами лодок на реке Хафель. В этом состязании пострадавших не было, все «утонувшие» были спасены. После морских учений войска противников устроили открытое полевое сражение на суше.
В начале учений было решено, что Берлин должен выиграть «битву», однако «войско Шпандау» не захотело смириться с поражением. Жители Шпандау заманили берлинцев в засаду и атаковали с помощью своих дубинок. Это не входило в планы курфюрста, поэтому он приказал выставить на видном месте пушки (которые, однако, не были заряжены), чтобы остановить сражающихся. Когда это не помогло, курфюрст верхом на коне въехал в центр сражения, однако его лошадь получила несколько ударов и сбросила всадника.
Курфюрст был рассержен исходом устроенных им военных учений и заключил мэра Шпандау Бартоломеуса Бьера в тюрьму на несколько месяцев.